# 七印
七印是《圣经·新约·启示录》中描述有关末世的一个概念，那时七印将要被揭开。七印首次提到是在启示录第5章第1节。在启示录第6章，前六印一个接一个被羔羊（耶稣基督）打开。到第8章开头，第七印也被打开。
七印中包括了死亡、饥荒、战争、殉道、地震和敌基督的表号。

## 相关作品
- 大卫·赫伯特·劳伦斯的诗歌《七印》（Seven Seals），1916年
- 英格玛·伯格曼的电影《第七印》（The Seventh Seal），1957年

## 外部連結
- 约翰启示录注释 （页面存档备份，存于）
- 七印